# Pista de Fusta (els Masos de Baiarri)
La Pista de Fusta és una antiga pista del terme municipal de Conca de Dalt, al Pallars Jussà, a l'antic terme de Claverol), en territori de l'enclavament dels Masos de Baiarri.
Està situada a l'extrem nord del terme municipal i de l'enclavament dels Masos de Baiarri, a l'esquerra del barranc de l'Infern, a llevant de la Font Bordonera, ja en el Pallars Sobirà. És una pista d'extracció de fusta del bosc de Baiarri, i tant la pista com els seus accessos estan actualment molt perduts, ja que només són practicats per caçadors i boscaters.